# Championnats du monde de ski acrobatique 1986
Navigation
Édition suivante
Les Championnats du monde ski acrobatique de 1986 se déroulent à Tignes en France.
Il s'agit de la première édition des Championnats du monde de ski acrobatique, organisée par la Fédération internationale de ski, sept ans après que celle-ci a reconnu officiellement ce sport et dix ans après la création de la première coupe du monde.
Huit épreuves sont programmées, quatre pour les hommes et quatre pour les femmes : bosses, saut, acroski (ou ballet) et combiné.

## Palmarès

### Hommes
| Épreuves | Or             | Argent       | Bronze            |
| -------- | -------------- | ------------ | ----------------- |
| Bosses   | Éric Berthon   | Petsch Moser | Marti Kellokumpu  |
| Saut     | Lloyd Langlois | Yves Laroche | Jean-Marc Bacquin |
| Acroski  | Richard Shabl  | Lane Spina   | Georg Fürmeier    |
| Combiné  | Alain LaRoche  | John Witt    | Éric Laboureix    |

### Femmes
| Épreuves | Or             | Argent          | Bronze           |
| -------- | -------------- | --------------- | ---------------- |
| Bosses   | Mary Jo Tiampo | Hayley Wolff    | Silvia Marciandi |
| Saut     | Maria Quintana | Carin Hernskog  | Meredith Gardner |
| Acroski  | Jan Bucher     | Christine Rossi | Lucie Barma      |
| Combiné  | Conny Kissling | Anna Fraser     | Silvia Marciandi |